# Hypercompe campinasa
Hypercompe campinasa är en fjärilsart som beskrevs av William Schaus 1938. Hypercompe campinasa ingår i släktet Hypercompe och familjen björnspinnare. Inga underarter finns listade i Catalogue of Life.